# Thangman Kangri
Der Thangman Kangri ist ein 6864 m hoher Berg im Rimo Muztagh, einem Teilbereich des Karakorums.

## Lage und Eigenschaften
Der Thangman Kangri befindet sich in Indien nahe der umstrittenen Grenze zu Pakistan. Der Berg befindet sich 4,15 km östlich des Mamostong Kangri, mit dem er über einen Berggrat verbunden ist. Dazwischen liegt ein 6260 m hoher Sattel. Der Berg wird im Norden vom Südlichen Chong-Kumdan-Gletscher sowie im Süden vom Thangman-Gletscher flankiert.

## Besteigungsgeschichte
Es sind keine Besteigungen des Thangman Kangri dokumentiert.